# Usambirobaardvogel
De usambirobaardvogel (Trachyphonus usambiro) is een van de baardvogels uit Kenia en Tanzania. De vogel werd in 1908 door de Duitse vogelkundige Oscar Neumann als ondersoort van de D'Arnauds baardvogel (T. darnoudii) beschreven (zie kaartje).

## Leefgebied
De vogel komt voor in half bebost gebied, natuurlijke graslanden en agrarisch gebied op hoogten tussen 1600 en 2100 meter boven zeeniveau.

## Status
De populatiegroote wordt als stabiel in aantal beschouwd, daarom staat de soort als niet bedreigd op de Rode Lijst van de IUCN.